# Acherontiscus
Acherontiscus es un género extinto representado por una única especie perteneciente al grupo Lepospondyli, la cual vivió a finales del período Carbonífero en lo que hoy es Escocia. Es el único género dentro de la familia Acherontiscidae. Poseía un cráneo relativamente pequeño y extremidades aparentemente poco desarrolladas.